# Deriba
A caldeira Deriba é a montanha mais alta do maciço de Jebel Marra e do Sudão, possuindo uma altitude de 3042 m. Fica no Darfur e tem entre 5 km e 8 km de diâmetro (cratera exterior). A cratera interior inclui um lago de cratera.
Antes da independência do Sudão do Sul, o monte Kinyeti era a montanha mais alta do Sudão.

## Ligações externas

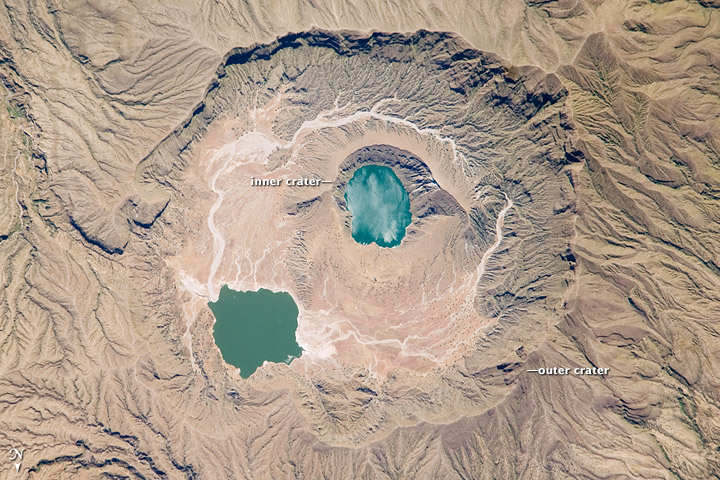
Caldeira do Deriba. Imagem tirada pela Estação Espacial Internacional em 2008